# Mike Sislo
Michael James "Mike" Sislo, född 20 januari 1988, är en amerikansk professionell ishockeyspelare som är kontrakterad till NHL-organisationen New York Islanders och spelar för deras primära samarbetspartner Bridgeport Sound Tigers i AHL. 
Han har tidigare spelat på NHL-nivå för New Jersey Devils och på lägre nivåer för Tucson Roadrunners, Toronto Marlies, San Antonio Rampage och Albany Devils i AHL samt University of New Hampshire i NCAA och Green Bay Gamblers i USHL.
Sislo blev aldrig draftad av något lag.
Den 14 juni 2018 blev han tradad till Buffalo Sabres tillsammans med Brandon Hickey i utbyte mot Hudson Fasching.
Han blev free agent den 1 juli 2018 och skrev dagen efter på ett ettårskontrakt värt 650 000 dollar med New York Islanders.